# Rio Fânaţele
O Rio Fânaţele é um rio da Romênia, afluente do Bistriţa, localizado no distrito de Bistriţa-Năsăud.